# Cosroviducte
Cosroviducte (em armênio: Խոսրովիդուխտ; romaniz.: Khosroviduχt) foi uma nobre armênia dos séculos III e IV, filha do rei Cosroes II e irmã de Tiridates III (r. 298–330).

## Vida
Cosroviducte era a única filha conhecida do rei Cosroes II e irmã do rei Tiridates III (r. 298–330). Nasceu em data incerta na Armênia. Em 252, seu pai foi assassinado por Anaco sob ordens do xá Artaxer I (r. 224–242). Após a captura e execução de Anaco, de modo a preservar a soberania armênia, as autoridades romanas levaram seu irmão para ser criado em Roma, enquanto ela foi educada em Cesareia Mázaca, na Capadócia, por Autaias Amatúnio e sua esposa de nome incerto da família Selcúnio. Segundo Moisés de Corene, ela era uma dama modesta, como uma freira, e não tinha a boca aberta como outras mulheres.